# Бошковский, Зоран
Зоран Бошковский (макед. Зоран Бошковски; 11 декабря 1967, Скопье) — югославский и северомакедонский футболист, нападающий, тренер. Выступал за сборную Республики Македонии. Носил прозвище «Чоко».

## Биография
Начал взрослую карьеру в клубе «Тетекс» (Тетово) в одной из низших лиг Югославии, выступал за команду с 13-летнего возраста[уточнить]. В 1985 году перешёл в «Вардар» (Скопье), игравший в высшем дивизионе Югославии, за пять сезонов провёл 12 матчей, в которых не отличился ни разу. Также в конце 1980-х годов играл во втором дивизионе за «Пелистер» (Битола).
После распада Югославии играл за клубы чемпионата бывшей югославской Республики Македонии «Силекс», «Македония Гёрче Петров», «Работнички», «Шкендия». В составе «Силекса» — чемпион (1995/96), серебряный призёр (1992/93, 1993/94, 1994/95), обладатель Кубка Республики Македонии (1995/96). Двукратный лучший бомбардир чемпионата страны — в сезоне 1993/94 (21 гол) и 1995/96 (20 голов), а в сезоне 1992/93 занял второе место (29 голов). Всего в чемпионатах Республики Македонии забил 123 гола и до конца 2010-х годов занимал первое место по числу голов за всю историю, в том числе сделал 12 хет-триков. Выступал в матчах еврокубков.
Также в 1990-е годы играл за словенский «Публикум» (Целе).
Выступал за национальную сборную бывшей югославской Республики Македонии. Автор первого гола на 3-й минуте в первом в истории матче команды, 13 октября 1993 года против Словении (4:1). Всего в 1993—1996 годах сыграл за сборную 16 матчей и забил 5 голов.
После окончания игровой карьеры перешёл на тренерскую работу, но в основном работал ассистентом. В 2014—2015 годах возглавлял клуб «Тетекс».